# Région métropolitaine de l'Estuaire du Rio Itajaí

Localisation de la région métropolitaine de l'Estuaire du Rio Itajaí

La région métropolitaine de l'Estuaire du Rio Itajaí (Região Metropolitana da Foz do Rio Itajaí en portugais) fut créée en 2002 par la loi n°221 de l'État de Santa Catarina, dissoute en 2007 par la loi n°381 de l'État de Santa Catarina et recréée à l'identique en 2010 par la loi n°495.
Elle regroupe cinq municípios formant une conurbation autour d'Itajaí. Quatre autres municipalités forment l'"aire d'expansion" de la Région Métropolitaine. Au total, 9 municipalités sont liées dans cette entité territoriale.
La principale activité économique de la région est le commerce, notamment lié au tourisme. En effet, les flux touristiques peuvent atteindre plus de 1,5 million de personnes pendant la saison estivale, principalement dans la municipalité de Balneário Camboriú. Une autre activité importante est la construction. La région possède un aéroport international, l'aéroporto internacional de Navegantes, situé dans la ville homonyme. On y trouve également le port d'Itajaí, le principal de Santa Catarina et le second du Brésil.
La région métropolitaine s'étend sur 719 km2 (991 km2 en comptant l'aire d'expansion) pour une population totale de plus de 390 000 habitants en 2006 (près de 465 000 habitants en comptant l'aire d'expansion).

## Liste des municipalités
| Région métropolitaine | Région métropolitaine | Région métropolitaine |
| Ville                 | Population (hab.)     | Superficie (km²)      |
| --------------------- | --------------------- | --------------------- |
| Itajaí                | 168 088               | 289                   |
| Balneário Camboriú    | 97 954                | 46                    |
| Camboriú              | 53 004                | 215                   |
| Navegantes            | 50 888                | 111                   |
| Penha                 | 21 056                | 58                    |
| Total                 | 390 990               | 719                   |

| Aire d'expansion   | Aire d'expansion  | Aire d'expansion |
| Ville              | Population (hab.) | Superficie (km²) |
| ------------------ | ----------------- | ---------------- |
| Itapema            | 35 990            | 59               |
| Porto Belo         | 13 475            | 93               |
| Balneário Piçarras | 12 438            | 86               |
| Bombinhas          | 11 659            | 34               |